# Marcelo Pitaluga
Marcelo de Araújo Pitaluga Filho (Niterói, Río de Janeiro, Brasil, 20 de diciembre de 2002) es un futbolista brasileño. Juega de guardameta y su equipo es el Fluminense F. C. del Campeonato Brasileño de Serie A.

## Trayectoria
Formado en las inferiores del Fluminense, Pitaluga fichó en el Liverpool F. C. de la Premier League inglesa en 2020.
Fue cedido al Macclesfield F. C. en la temporada 2022-23, donde disputó 17 encuentros de liga antes de regresar a Liverpool en noviembre por una lesión de tobillo.
Para la segunda parte del 2024, se fue cedido al Livingston F. C. de Escocia.

## Clubes
| Club                                 | País       | Año       |
| ------------------------------------ | ---------- | --------- |
| Fluminense F. C.                     | Brasil     | 2019-2020 |
| Liverpool F. C.                      | Inglaterra | 2020-2025 |
| Macclesfield F. C.(cedido)           | Inglaterra | 2022-2023 |
| St. Patrick's Athletic F. C.(cedido) | Irlanda    | 2024      |
| Livingston F. C.(cedido)             | Escocia    | 2024-2025 |
| Fluminense F. C.                     | Brasil     | 2025-act. |